# Marek Rutkiewicz
Marek Rutkiewicz (Olsztyn, 8 de maig de 1981) és un ciclista polonès, ja retirat, que fou professional del 2001 al 2020. En el seu palmarès destaca una victòria d'etapa a la Volta a Polònia i la general de la Malopolski Wyscig Gorski i la Malopolski Wyscig Gorski. Està casat amb la també ciclista Anna Szafraniec.
El 2013 es va veure implicat en un cas de dopatge en donar positiu per norefedrina. La sanció inicial de dos anys fou reduïda després de considerar que la ingesta de la substància estava destinada a finalitats curatives i no pas a la millora del rendiment.

## Palmarès
- 2002
  - Vencedor d'una etapa del Tour de l'Ain
- 2004
  - Vencedor d'una etapa de la Volta a Polònia
- 2006
  - 1r a la Malopolski Wyscig Gorski i vencedor d'una etapa
- 2008
  - Vencedor d'una etapa del Tour del llac Qinghai
  - Vencedor d'una etapa de la Malopolski Wyscig Gorski
- 2009
  - Vencedor d'una etapa de la Košice-Tatry-Košice
  - Vencedor de la classificació de la muntanya de la Volta a Polònia
- 2010
  -  Campió de Polònia de muntanya
  - 1r a la Szlakiem Grodów Piastowskich i vencedor d'una etapa
  - 1r a la Copa dels Carpats
- 2011
  -  Campió de Polònia de muntanya
  - Vencedor d'una etapa de la Szlakiem Grodów Piastowskich
  - Vencedor d'una etapa de la Malopolski Wyscig Gorski
- 2012
  - 1r al Circuit de les Ardenes
  - 1r a la Szlakiem Grodów Piastowskich i vencedor d'una etapa
  - 1r a la Małopolski Wyścig Górski i vencedor d'una etapa
- 2016
  - 1r al Visegrad 4 Bicycle Race-GP Czech Republic
  - Vencedor d'una etapa de la Malopolski Wyscig Gorski
- 2017
  - 1r al CCC Tour-Grody Piastowskie i vencedor d'una etapa
  - 1r al Bałtyk-Karkonosze Tour
  - 1r a la Szlakiem Wielkich Jezior

### Resultats al Giro d'Itàlia
- 2015. 81è de la classificació general